# Terry Serpico
Terry Serpico (Fort Sill, 27 giugno 1964) è un attore statunitense.

## Biografia
È nato a Fort Sill, una base militare americana a Lawton, in Oklahoma, da una famiglia di origini tedesche e italiane. Si è interessato alla recitazione dopo le scuole superiori. Ha frequentato la Boston University prima di trasferirsi e diplomarsi alla State University di New York at Purchase nel 1989. È vissuto in Texas, Colorado, Germania, Georgia e Pennsylvania.
Ha iniziato la carriera come stuntman e nel 1997 ha avuto la sua prima partecipazione in un ruolo importante, nel film Donnie Brasco. Ha partecipato a numerose serie televisive, come Law & Order - I due volti della giustizia, CSI: Miami, Law & Order - Unità vittime speciali, e Person of Interest. 
Terry Serpico è sposato con l'attrice Kadia Saraf, personaggio ricorrente nel ruolo dell'avvocatessa Anya Avital nel franchise di Law & Order. Si sono incontrati sul set dell'episodio della serie "L'impero colpisce ancora", ed insieme sono anche autori di  "Jumped In", altro episodio di Law & Order - Unità vittime speciali.
Il ruolo per cui è maggiormente conosciuto è probabilmente quello del Colonnello Frank Sherwood in Army Wives - Conflitti del cuore.

## Filmografia

### Cinema
- Cyber Vengeance, regia di J. Christian Ingvordsen (1995)
- Donnie Brasco, regia di Mike Newell (1997)
- Cop Land, regia di James Mangold (1997)
- The Peacemaker, regia di Mimi Leder (1997)
- Destini incrociati (Random Hearts), regia di Sydney Pollack (1999)
- Al di là della vita (Bringing Out the Dead), regia di Martin Scorsese (1999)
- Frequency - Il futuro è in ascolto (Frequency), regia di Gregory Hoblit (2000)
- Hannibal, regia di Ridley Scott (2001)
- Segreti di famiglia (Laguna), regia di Dennis Berry (2001)
- Company K, regia di Robert Clem (2004)
- The Interpreter, regia di Sydney Pollack (2005)
- Prova a incastrarmi - Find Me Guilty (Find Me Guilty), regia di Sidney Lumet (2006)
- The Departed - Il bene e il male (The Departed), regia di Martin Scorsese (2006)
- Michael Clayton, regia di Tony Gilroy (2007)
- Sfida senza regole (Righteous Kill), regia di Jon Avnet (2008)
- The New Twenty, regia di Chris Mason Johnson (2008)
- L'uomo che fissa le capre (The Men Who Stare at Goats), regia di Grant Heslov (2009)
- Angel Camouflaged, regia di R. Michael Givens (2010)
- Montauk, regia di Charlie Kessler (2011) - cortometraggio
- 40 carati (Man on a Ledge), regia di Asger Leth (2012)
- Senza freni (Premium Rush), regia di David Koepp (2012)
- Intersection, regia di Brendan Beachman (2014) - cortometraggio
- Firmly Grounded, regia di Dan Jones (2015) - cortometraggio
- La quinta onda (The 5th Wave), regia di J Blakeson (2016)
- La notte del giudizio - Election Year (The Purge: Election Year), regia di James DeMonaco (2016)
- Isle of Palms, regia di John Barnhardt (2016) - cortometraggio
- The Two Worlds of William March, regia di Robert Clem (2017)
- Dacci un taglio (Nappily Ever After), regia di Haifaa al-Mansour (2018)
- Mine 9, regia di Eddie Mensore (2019)
- Cosa mi lasci di te (I Still Believe), regia di Andrew e Jon Erwin (2020)
- Faceless, regia di Marcel Sarmiento (2021)
- Birdie, regia di Gregory Alan Williams (2021)

### Televisione
- La valle dei pini (All My Children) - serie TV, episodio 1.573 (1992)
- Oz - serie TV, 2 episodi (1997-1998)
- Destino fatale (Earthly Possessions) - film TV, regia di James Lapine (1999)
- Homicide: The Movie - film TV, regia di Jean de Segonzac (2000)
- Law & Order - Unità vittime speciali (Law & Order: Special Victims Unit) - serie TV, 20 episodi (2000-2024)
- Squadra emergenza (Third Watch) - serie TV, episodi 1x13 (2000)
- Law & Order - I due volti della giustizia (Law & Order) - serie TV, 3 episodi (2000-2022)
- Oscuri segreti (Amy & Isabelle) - film TV, regia di Lloyd Kramer (2001)
- 100 Centre Street - serie TV, 9 episodi (2001-2002)
- Law & Order: Criminal Intent - serie TV, 2 episodi (2001-2003)
- Line of Fire - serie TV, 2 episodi (2004)
- Jonny Zero - serie TV, episodi 1x01 (2005)
- Rescue Me - serie TV, 15 episodi (2005-2010)
- 11 settembre - Tragedia annunciata (The Path to 9/11) - serie TV, 2 episodi (2007)
- Kidnapped - serie TV, episodio 1x08 (2007)
- Army Wives - Conflitti del cuore (Army Wives) - serie TV, 9 episodi (2007-2013)
- CSI: Miami - serie TV, episodio 6x11 (2007)
- Kings - serie TV, episodio 1x10 (2009)
- Body of Proof - serie TV, episodio 2x05 (2011)
- NYC 22 - serie TV, episodio 1x12 (2012)
- Person of Interest - serie TV, 2 episodi (2012-2013)
- The Carrie Diaries - serie TV, 4 episodi (2013-2014)
- Unforgettable - serie TV, episodio 2x02 (2013)
- Blue Bloods - serie TV, episodio 4x13 (2014)
- Drop Dead Diva - serie TV, 2 episodi (2014)
- Criminal Minds - serie TV, episodio 9x22 (2014)
- Day One - miniserie TV, episodio 1x01 (2014)
- The Inspectors - serie TV, 106 episodi (2015-2019)
- The Ivy League Farmer - film TV, regia di Thomas Weber (2015)
- Elementary - serie TV, episodio 3x21 (2015)
- Turn: Washington's Spies - serie TV, episodio 2x04 (2015)
- Limitless - serie TV, episodio 1x13 (2016)
- The Adventures of Hooligan Squad in World War III - film TV, regia di Aaron McGruder (2017)
- Sneaky Pete - serie TV, 3 episodi (2017)
- Designated Survivor - serie TV, 7 episodi (2017)
- Mr. Mercedes - serie TV, episodio 1x06 (2017)
- Star Trek: Discovery - serie TV, 2 episodi (2017)
- The Good Fight - serie TV, episodio 2x05 (2018)
- MacGyver - serie TV, episodio 3x02 (2018)
- Yellowstone - serie TV, 6 episodi (2019)
- Homeland - Caccia alla spia (Homeland) - serie TV, 3 episodi (2020)
- L'assistente di volo - The Flight Attendant (The Flight Attendant) - serie TV, 7 episodi (2020-2022)
- Cobra Kai - serie TV, 3 episodi (2021-2022)
- The Mosquito Coast - serie TV, episodio 1x07 (2021)
- Hightown - serie TV, 3 episodi (2021)
- The Equalizer - serie TV, episodio 2x06 (2021)

## Doppiatori italiani
Nelle versioni in italiano delle opere in cui ha recitato, Terry Serpico è stato doppiato da:
- Roberto Draghetti in Oz, Star Trek: Discovery
- Andrea Lavagnino in Rescue Me (ep.3x01), Person of Interest
- Luca Biagini in Army Wives - Conflitti del cuore, La notte del giudizio - Election Year
- Andrea Ward in Drop Dead Diva, Prova a incastrarmi - Find Me Guilty
- Saverio Indrio in Law & Order - Unità vittime speciali (ep. 15x08), Cosa mi lasci di te
- Stefano Mondini in Law & Order - Unità vittime speciali (ep. 23x12-25x04), Law & Order: Organized Crime
- Roberto Certomà in The Interpreter, Law & Order - Unità vittime speciali (ep. 6x13)
- Alberto Bognanni in Designated Survivor, The Waterfront
- Simone Mori in Donnie Brasco
- Fabio Boccanera in Law & Order - Unità vittime speciali (ep. 1x10)
- Christian Iansante in Law & Order - Unità vittime speciali (ep. 4x13)
- Mario Cordova in Law & Order - Unità vittime speciali (ep. 22x16-23x10)
- Lorenzo Scattorin in Law & Order: Criminal Intent (ep. 1x06)
- Gianluca Iacono in Law & Order: Criminal Intent (ep. 3x04)
- Riccardo Rossi in Hannibal
- Raffaele Palmieri in The Departed - Il bene e il male
- Stefano De Sando in Rescue Me
- Davide Marzi in CSI: Miami
- Francesco Prando in Body of Proof
- Gerolamo Alchieri in Unforgettable
- Mario Bombardieri in Blue Bloods
- Pasquale Anselmo in Criminal Minds
- Nicola Braile in Elementary
- Paolo Maria Scalondro in La quinta onda
- Dario Oppido in The Good Fight
- Roberto Gammino in Dacci un taglio
- Pierluigi Astore in Yellowstone
- Daniele Valenti in Homeland - Caccia alla spia
- Claudio Moneta in Cobra Kai
- Luca Graziani in The Equalizer
- Raffaele Carpentieri in Hannibal (ridoppiaggio)